# 横浜市立田奈小学校
横浜市立田奈小学校（よこはましりつ たなしょうがっこう）は、神奈川県横浜市青葉区田奈町にある公立小学校。
学制発布と同時に民家を借り、「恩田学舎」として1873年6月25日に開校した。創立140年以上の歴史を持つ。

## 概要
横浜市立田奈中学校、横浜市立あかね台中学校の学区内にある。各学年3クラス（個別支援級は2クラス）である。
近隣の田畑の多い環境を生かし、田植え、サツマイモなどの収穫体験、稲刈りなど「田奈のみのり」と呼ばれる体験活動を行なっている。

## 沿革
- 1873年（明治6年）6月25日 - 第一大学区第九中学区第四十番小学区立「恩田学舎」として創立。
- 1939年（昭和14年）4月1日 - それまでの都筑郡田奈村の横浜市への合併に伴い、横浜市立田奈尋常高等小学校と改称。
- 1941年（昭和16年）4月1日 - 国民学校令により、横浜市立田奈国民学校と改称。
- 1947年（昭和22年）4月1日 - 学制改革により、横浜市立田奈小学校と改称。
- 1961年（昭和36年）11月22日 - 校歌制定。
- 1971年（昭和46年）
  - 4月1日 - 町名変更により、所在住所が緑区田奈町51-13となる。
  - 7月22日 - プール完成。
- 1972年（昭和47年）1月28日 - 鉄筋校舎竣工（普通教室9・校長室・保健室・カウンセラー室・用務員室）。
- 1973年（昭和48年）6月25日 - 開校100周年記念日。
- 1988年（昭和63年）9月5日 - 第一校舎1～4階耐震工事完了。
- 1990年（平成2年）12月15日 - 第二校舎1～2階耐震工事完了。
- 1994年（平成6年）11月6日 - 青葉区誕生（青葉区制実施）により、住所が青葉区田奈町に変更。
- 1996年（平成8年）4月5日 - 特殊学級（現:個別支援学級）開設。
- 1999年（平成11年）
  - 3月25日 - ドライシステム給食室完成。
  - 11月29日 - 職員トイレ改修工事完了。
- 2001年（平成13年）5月 - 第二校舎1階資料室をはまっ子ふれあいスクール事務室とする。
- 2003年（平成15年）
  - 6月25日 - 創立130周年記念式典挙行。
  - 9月 - 仮設校舎完成。
- 2004年（平成16年）
  - 1月30日 - 校庭石階段、通路等改修。
  - 3月26日 - 防犯カメラ設置。
  - 7月24日 - 体育館屋根改修工事。
  - 8月9日 - 生ゴミ処理機設置。
- 2005年（平成17年）2月23日 - 緊急時校内連絡システム設置。
- 2006年（平成18年）
  - 3月31日 - スタンドフェンス補修。インターホンの増設。
  - 11月 - 音楽室・新教室4室完成。
- 2007年（平成19年）
  - 1月17日 - プレハブ棟撤去。
  - 2月15日 - 新校舎（家庭科室・図書室）・東門・西門完成。
  - 8月 - プール塗装工事終了。
  - 11月 - 飼育小屋改修工事。
- 2008年（平成20年）
  - 3月 - 校庭整備・西門フェンス工事完了。
  - 6月 - プール塗装工事完了。
- 2009年（平成21年）
  - 8月 - 屋上防水工事。
  - 9月 - 校舎壁面塗装完了。
- 2010年（平成22年）2月 - 太陽光発電装置設置。
- 2011年（平成23年）1月 - この月から3月まで、全教室・階段・廊下照明工事・校舎サッシ交換工事完了。プール循環器交換工事完了。
- 2013年（平成25年）6月 - 創立140周年記念集会開催。140周年記念キャラクター「みのたなくん」公開。
- 2017年（平成29年）8月 - 体育館床張替え工事完了。
- 2019年（令和元年）
  - 6月 - 東門階段横の擁壁工事完了。
  - 8月 - 第一校舎外壁時計交換。災害時下水直結式仮設トイレ（ハマッコトイレ）設置。

## 主な行事
- 4月 入学式、対面式
- 5月 田植え、（5年）運動会
- 6月 開校記念日
- 7月 西湖宿泊体験学習（5年）
- 9月 愛川宿泊体験学習（4年）
- 10月 稲刈り（5年）、前期終業式、後期始業式、日光修学旅行（6年）
- 11月 個別支援宿泊学習5・6組、田奈のみのり
- 2月 なわとび記録会、2分の1成人式
- 3月 卒業証書授与式、修了式

## 通学区域と進学先中学校
出典

### 通学区域
- 青葉区
  - あかね台1丁目（全域）
  - あかね台2丁目（全域）
  - 恩田町（1番地～2499番地、2885番地～3357番地）
  - 田奈町（全域）
- 緑区
  - 長津田2丁目（19番、20番）
  - 長津田3丁目（28番～32番4号、32番18号～34番）

### 進学先中学校
公立中学校に進学する場合
- 横浜市立あかね台中学校 - 青葉区内から通う児童の主な進学先
- 横浜市立田奈中学校 - 緑区内から通う児童の主な進学先

## アクセス
- 横浜市営バス「177」・神奈川中央交通「町73」の各系統で、「恩田」停留所より、
  - のりば1（奈良北団地折返場行(市営)・町田バスセンター行(神奈中)）から、徒歩約90m・約1〜2分。
  - のりば2（十日市場駅前行(市営)のみ）から、徒歩約60m・約1分。
    - なお、神奈中バスは、町田バスセンター行のみの片方向の運行となる。
- 東急電鉄田園都市線田奈駅より、
  - 徒歩約560m・約9分。
  - 上述の市営バス・神奈中バスに乗車し1〜2分、「恩田」停留所下車後、徒歩。

## 主な出身者
- 鈴木憲一（衆議院議員）
- 飯尾一慶（サッカー選手）
- 高見泰地（将棋棋士）
- 吉尾海夏（サッカー選手）
- 住谷杏奈（グラビアアイドル）旧姓　鈴木杏奈　元ミニスカポリス　四年生時に北海道に転居